# Verifikace

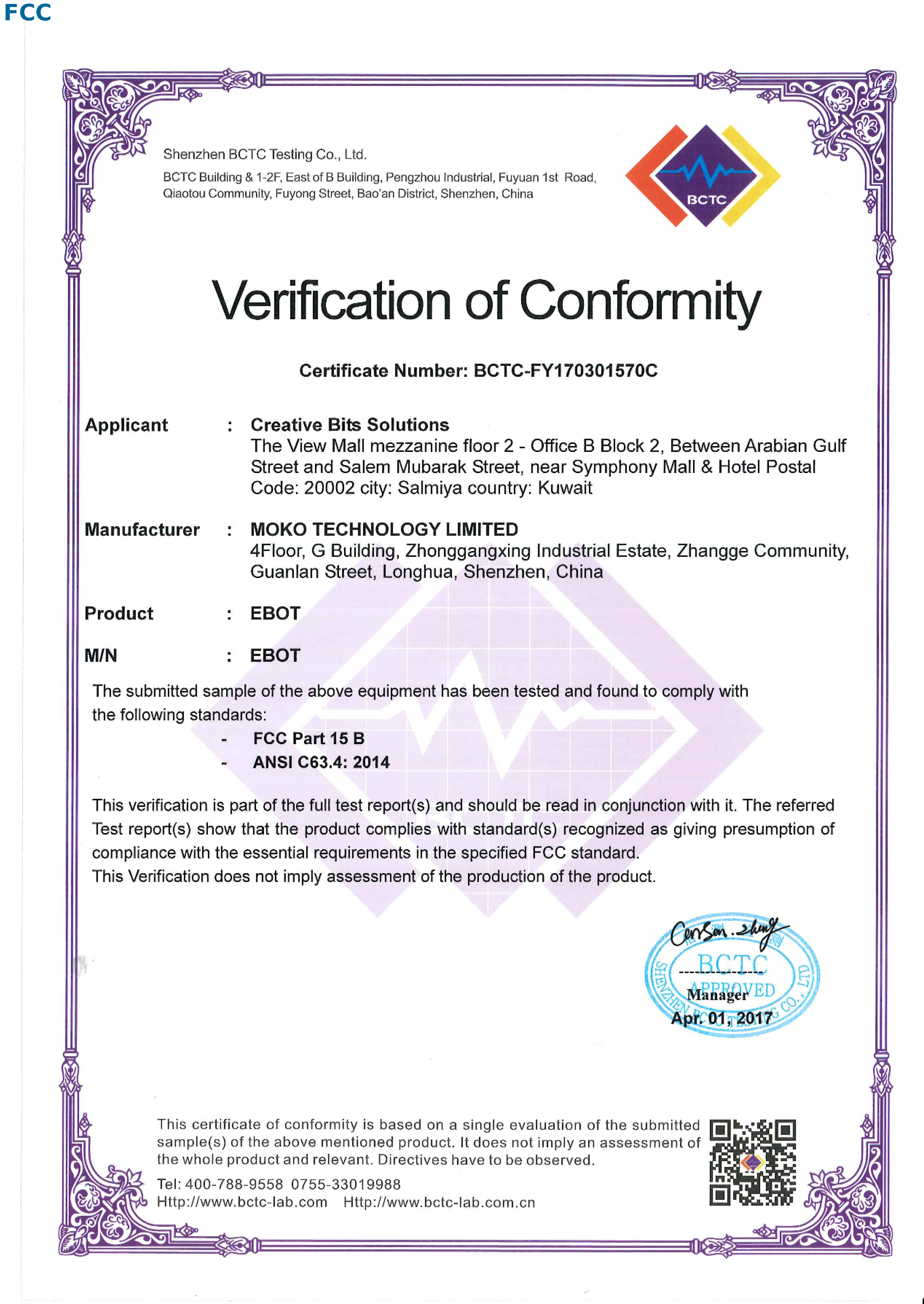
Ověření shody pro mikrokontrolér EBot

Verifikace (z latinského verum facere, činit pravdivým) je ověřování, kontrola pravdivosti výroku, hypotézy, argumentu, logického systému, nebo funkce přístroje konfrontací s fakty, nebo ověřování platnosti úsudku formální analýzou.
Experimentální verifikace je soubor operací, které umožňují dokázat platnost nějaké hypotézy tím, že její důsledky srovnávají se zkušeností. Soudobá teorie vědy (Karl Popper) nahlíží obtížnost verifikace a zdůrazňuje spíš možnost hypotézy vyvracet (falzifikovat).
Formální verifikace je postup, který pomocí logických operací ověří shodu s přijatými axiomy.
V oblasti počítačových systémů formální verifikace dokazuje nebo vyvrací správnost systému vzhledem k dané formální specifikaci nebo vlastnosti, použitím matematických formálních metod.
Pojem verifikace pochází od novopozitivistů. Tento filozofický směr volně vyústil z Vídeňského kroužku (Schlick, Carnap, Reichenbach, Wittgenstein), vzniká roku 1929 a nazval se novopozitivismem s odvoláním na filozofii A. Comtea. Jejich cílem bylo zavedení sjednoceného vědeckého jazyka na základě symbolické logiky, pravého jazyka společného všem vědám. Předpokládají možnost univerzální báze všech jazyků, jež by umožnila verifikaci každé výpovědi se skutečností. Představitelé tohoto směru jsou přesvědčeni, že pokud se naleznou kritéria, podle nichž by se spolehlivě prokázala smysluplnost jakéhokoli výroku, zmizí mnoho zdánlivě vážných problémů tradiční filozofie (prokáže se, že výroky, které jsou vyjádřeny, nemají smysl).
Dnes je novopozitivismus považován za první fázi mohutného proudu tzv. analytické filozofie (neboli filozofie jazyka), která má rozhodující vliv na filozofické diskuse současnosti.